# Ben O'Keeffe
Ben O'Keeffe (Auckland, 3 gennaio 1989) è un arbitro di rugby a 15 e medico neozelandese, internazionale dal 2015.

## Biografia
Cresciuto a Blenheim, iniziò a giocare a rugby al locale Marlborough Boys' College nel ruolo di tre quarti ala, ma gli studi non gli permisero di continuare a giocare quindi, su consiglio di suo padre Peter, ex arbitro, intraprese i corsi di direzione di gara a 19 anni.
A Dunedin per gli studi in oculistica, entrò nei ranghi federali nel 2013.
Nel 2015 fu arbitro della finale del suo campionato nazionale provinciale d'esordio, tra Canterbury e Auckland, e nella stagione successiva esordì in Super Rugby.
Internazionale dal 2015, diresse il suo primo test match ad Apia tra Samoa e Georgia nel giugno 2016; nel 2017 esordì nel Sei Nazioni e l'anno dopo nel Rugby Championship.
World Rugby lo selezionò tra gli ufficiali di gara alla Coppa del Mondo di rugby 2019 in Giappone dove diresse tre incontri nella fase a gironi e fu assistente in 3 incontri mella prima fase e in 3 nei play-off, tra cui la semifinale tra Galles e Sudafrica e la finale tra Sudafrica e Inghilterra.
Il 10 maggio 2023 viene designato per il mondiale del 2023 in Francia.

### Vita privata
Ben O'Keeffe è laureato in medicina e chirurgia e specializzato in oftalmologia; ha fondato un'azienda che sviluppa nuove tecnologie da utilizzare in ambito oculistico.
Suo fratello, Michael O'Keeffe, è un calciatore che gioca come portiere e rappresentò la Nuova Zelanda alle olimpiadi del 2012.